# Alarconia
Alarconia is een geslacht van kreeftachtigen uit de klasse van de Malacostraca (hogere kreeftachtigen).

## Soorten
- Alarconia guinotae Coelho, 1996
- Alarconia seaholmi Glassell, 1938